# Équipe de Suisse féminine de football
Cet article traite de l'équipe féminine. Pour l'équipe masculine, voir Équipe de Suisse de football.
Maillots
L'équipe de Suisse féminine de football est constituée par une sélection des meilleures joueuses suisses sous l'égide de l'Association suisse de football (ASF).
Jouant son premier match en 1972, la Suisse ne participe à son premier tournoi majeur qu'en 2015, jouant la Coupe du monde, puis parvient à se qualifier pour l'Euro 2017, l'Euro 2022 et la Coupe du monde 2023 en Australie et Nouvelle-Zélande. Elle termine quatrième de son groupe de la première ligue des nations féminine.

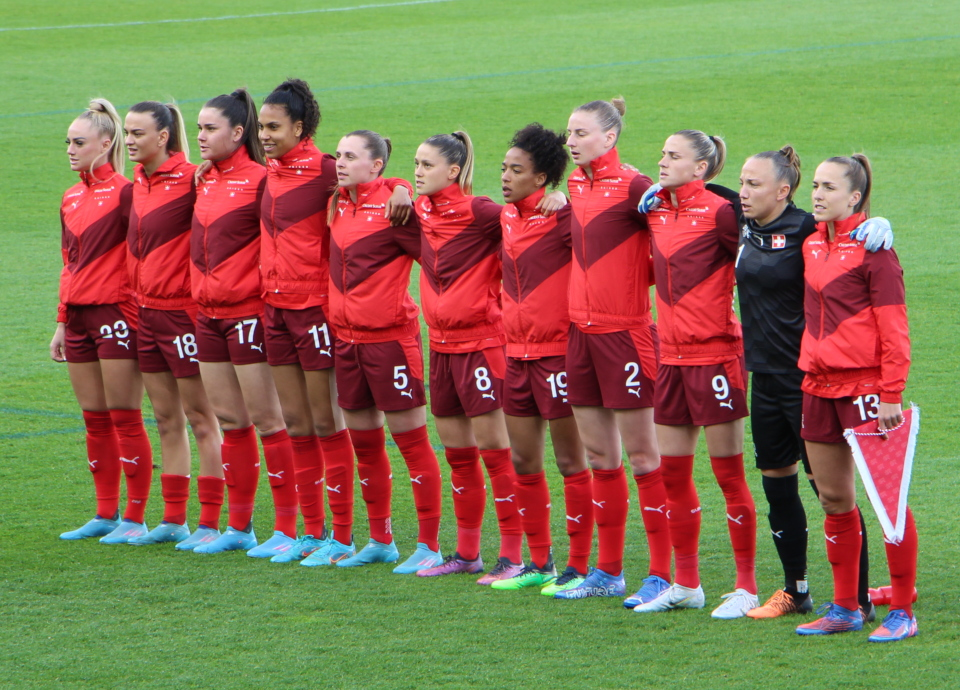
L'équipe de Suisse féminine de football en 2022.

## Histoire

### Débuts
L'équipe de Suisse est invitée pour la coupe du monde 1970, compétition non officielle. Elle joue le premier match de son histoire le 8 juillet 1970 contre l'Italie et s'incline sur le score de deux buts à un. La Suisse joue un deuxième match non reconnu quatre mois plus tard contre l'Autriche et s'impose 9 à 0 à Schaffhouse. Lors de ce match, les Suissesses évoluent avec un maillot jaune, prêté par le FC Schaffhouse. L'association suisse de football reconnaît ensuite l'équipe de Suisse féminine et lui interdit de participer à la coupe du monde 1971 (également non officielle) par crainte pour l'image du football suisse.
La Suisse joue son premier match officiel contre l'équipe de France le 7 mai 1972 au Rankhof de Bâle. La rencontre, disputée en deux mi-temps de 35 minutes, se termine par un match nul 2 à 2. 4 500 spectateurs assistent à la rencontre, ce record de spectateurs pour un match à domicile tient jusqu'en 2018.

### Premiers tournois internationaux (Depuis 2015)
La Suisse se qualifie pour la Coupe du monde féminine de la FIFA 2015 au Canada en sortant première de son groupe de qualification. C'est la première fois qu'elle participe à la compétition et la première fois que l'équipe masculine et l'équipe féminine se qualifient simultanément pour une Coupe du monde,.
À cette occasion, l'équipe se trouve dans le groupe C de la phase de poules, avec le Japon, le Cameroun et l'Équateur. Les Suissesses obtiennent une victoire 10-1 contre les Sud-Américaines, mais perdent 1-0 contre les Asiatiques et 2-1 contre les Africaines. Elles terminent ainsi troisième de leur groupe, mais se qualifient pour les huitièmes de finale car faisant partie des quatre meilleures troisièmes. En huitièmes, la Suisse perd 1-0 contre le Canada, le pays hôte, et est éliminée.
Sur la lancée de sa Coupe du monde, elle se qualifie pour un Championnat d'Europe pour la première fois en 2017. Au sein du groupe C, aux côtés de la France, de l'Autriche et de l'Islande, les Suissesses perdent contre l'Autriche 1-0, mais parviennent à rebondir pour battre l'Islande 2-1. La Suisse dispute son dernier match de groupe contre le voisin tricolore, ayant besoin d'une victoire pour se qualifier pour la phase à élimination directe. La Suisse mène pendant une grande partie du match après qu'Ana-Maria Crnogorčević a marqué à la 19e minute, mais Camille Abily marque le but de l'égalisation pour la France à la 76e minute alors que les Bleues évoluaient en infériorité numérique, et le match se termine sur un match nul 1-1, la Suisse terminant troisième de son groupe et étant éliminée.
Lors de l'Euro 2022, la Suisse est à nouveau présente dans le groupe C avec comme adversaires la Suède, les Pays-Bas et le Portugal. La Nati quitte la compétition au premier tour, avec un match nul (2-2 contre le Portugal malgré deux buts helvètes inscrits dans les cinq premières minutes de la partie) et deux défaites contre les favoris du groupe (1-2 contre la Suède et 1-4 face aux tenantes du titre néerlandaises en ayant craqué et encaissé les trois derniers buts néerlandais dans les 10 dernières minutes du match).

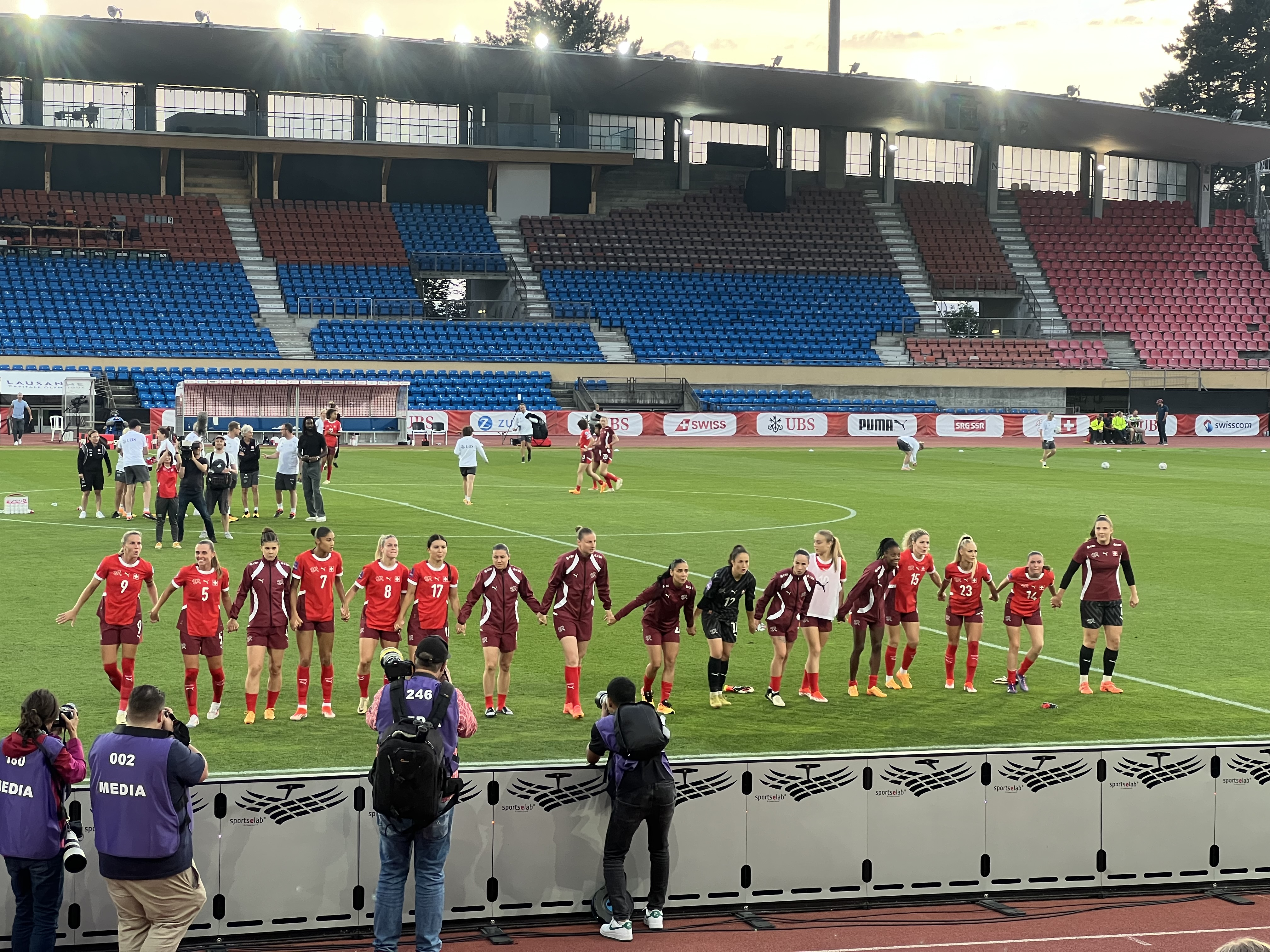
La Nati salue ses fans à la Pontaise après avoir battu l'Azerbaïdjan le 16 juillet 2024.

Lors des éliminatoires de la Coupe du monde 2023, l'équipe de Suisse termine sa campagne en l'emportant sur le score de 15-0 face à la Moldavie, établissant un nouveau record de buts en une rencontre pour l'équipe. La Suisse se qualifie ensuite pour la Coupe du monde 2023, 8 ans après sa seule participation. Elle parvient à nouveau à passer le 1er tour et termine même première du groupe A, grâce à une victoire d'entrée face aux Philippines, novices dans la compétition (2-0), puis deux matchs nuls et vierges tour à tour contre la Norvège puis la Nouvelle-Zélande, pays hôte de l'épreuve, résistant aux velléités offensives des Scandinaves et des Océaniennes. Au tour suivant, la Nati retrouve l'Espagne, 2e du groupe C et future vainqueure de la compétition, un adversaire qui lui non plus n'avait encore jamais passé le cap des huitièmes de finale. La Suisse est lourdement battue par la Roja (1-5) malgré une égalisation assez rapide grâce à un but contre son camp improbable de la défenseure espagnole Laia Codina et s'arrête au même stade que huit ans plus tôt.
En 2025, la Suisse a accueilli pour la première fois l'Euro féminin et s'est qualifiée automatiquement en tant que pays hôte. Après une défaite lors du match d'ouverture contre la Norvège, elle a finalement réussi à se qualifier pour les quarts de finale grâce à une victoire 2-0 contre l'Islande et un match nul obtenu grâce à un but inscrit à la dernière minute contre la Finlande. Le tournoi s'est finalement terminé par une défaite 0-2, une fois de plus contre l'Espagne.

## Palmarès

### Parcours en Coupe du monde
| Édition | Qualifications | Qualifications | Qualifications | Qualifications | Qualifications | Qualifications | Qualifications | Phase finale       | Phase finale  | Phase finale  | Phase finale  | Phase finale  | Phase finale  | Phase finale  |
| Édition | Class.         | M              | V              | N              | D              | bp             | bc             | Résultat           | M             | V             | N             | D             | bp            | bc            |
| ------- | -------------- | -------------- | -------------- | -------------- | -------------- | -------------- | -------------- | ------------------ | ------------- | ------------- | ------------- | ------------- | ------------- | ------------- |
| 1991    | 3e/4           | 6              | 1              | 1              | 4              | 3              | 17             | Non qualifiée      | Non qualifiée | Non qualifiée | Non qualifiée | Non qualifiée | Non qualifiée | Non qualifiée |
| 1995    | 3e/4           | 6              | 2              | 1              | 3              | 9              | 23             | Non qualifiée      | Non qualifiée | Non qualifiée | Non qualifiée | Non qualifiée | Non qualifiée | Non qualifiée |
| 1999    | 4e/4           | 6              | 0              | 0              | 6              | 2              | 12             | Non qualifiée      | Non qualifiée | Non qualifiée | Non qualifiée | Non qualifiée | Non qualifiée | Non qualifiée |
| 2003    | 3e/4           | 6              | 1              | 0              | 5              | 2              | 18             | Non qualifiée      | Non qualifiée | Non qualifiée | Non qualifiée | Non qualifiée | Non qualifiée | Non qualifiée |
| 2007    | 5e/5           | 8              | 1              | 1              | 6              | 3              | 18             | Non qualifiée      | Non qualifiée | Non qualifiée | Non qualifiée | Non qualifiée | Non qualifiée | Non qualifiée |
| 2011    | 1re/5          | 8              | 7              | 0              | 1              | 28             | 6              | Non qualifiée      | Non qualifiée | Non qualifiée | Non qualifiée | Non qualifiée | Non qualifiée | Non qualifiée |
| 2015    | 1re/6          | 10             | 9              | 1              | 0              | 53             | 1              | Huitième de finale | 4             | 1             | 0             | 3             | 11            | 5             |
| 2019    | 2e/5           | 10             | 6              | 2              | 2              | 22             | 9              | Non qualifiée      | Non qualifiée | Non qualifiée | Non qualifiée | Non qualifiée | Non qualifiée | Non qualifiée |
| 2023    | 2e/6           | 11             | 9              | 1              | 1              | 46             | 5              | Huitième de finale | 4             | 1             | 2             | 1             | 3             | 5             |
| 2027    | À venir        | À venir        | À venir        | À venir        | À venir        | À venir        | À venir        | À venir            | À venir       | À venir       | À venir       | À venir       | À venir       | À venir       |
| 2031    | À venir        | À venir        | À venir        | À venir        | À venir        | À venir        | À venir        | À venir            | À venir       | À venir       | À venir       | À venir       | À venir       | À venir       |
| 2035    | À venir        | À venir        | À venir        | À venir        | À venir        | À venir        | À venir        | À venir            | À venir       | À venir       | À venir       | À venir       | À venir       | À venir       |
| Total   | —              | 71             | 36             | 7              | 28             | 168            | 109            | 2/9                | 8             | 2             | 2             | 4             | 14            | 10            |

### Parcours en Championnat d'Europe
| Édition                           | Qualifications     | Qualifications     | Qualifications     | Qualifications     | Qualifications     | Qualifications     | Qualifications     | Phase finale     | Phase finale     | Phase finale     | Phase finale     | Phase finale     | Phase finale     | Phase finale     |
| Édition                           | Class.             | M                  | V                  | N                  | D                  | bp                 | bc                 | Résultat         | M                | V                | N                | D                | bp               | bc               |
| --------------------------------- | ------------------ | ------------------ | ------------------ | ------------------ | ------------------ | ------------------ | ------------------ | ---------------- | ---------------- | ---------------- | ---------------- | ---------------- | ---------------- | ---------------- |
| Championnat d'Europe non officiel |                    |                    |                    |                    |                    |                    |                    |                  |                  |                  |                  |                  |                  |                  |
| 1969                              | Non participante   | Non participante   | Non participante   | Non participante   | Non participante   | Non participante   | Non participante   | Non participante | Non participante | Non participante | Non participante | Non participante | Non participante | Non participante |
| 1979                              | –                  | –                  | –                  | –                  | –                  | –                  | –                  | 1er tour         | 2                | 0                | 1                | 1                | 1                | 3                |
| Championnat d'Europe              |                    |                    |                    |                    |                    |                    |                    |                  |                  |                  |                  |                  |                  |                  |
| 1984                              | 3e/4 (en)          | 6                  | 1                  | 3                  | 2                  | 4                  | 6                  | Non qualifiée    | Non qualifiée    | Non qualifiée    | Non qualifiée    | Non qualifiée    | Non qualifiée    | Non qualifiée    |
| 1987                              | 4e/4 (en)          | 6                  | 1                  | 1                  | 4                  | 5                  | 11                 | Non qualifiée    | Non qualifiée    | Non qualifiée    | Non qualifiée    | Non qualifiée    | Non qualifiée    | Non qualifiée    |
| 1989                              | 4e/4 (en)          | 6                  | 1                  | 1                  | 4                  | 4                  | 28                 | Non qualifiée    | Non qualifiée    | Non qualifiée    | Non qualifiée    | Non qualifiée    | Non qualifiée    | Non qualifiée    |
| 1991                              | 3e/4 (en)          | 6                  | 1                  | 1                  | 4                  | 3                  | 17                 | Non qualifiée    | Non qualifiée    | Non qualifiée    | Non qualifiée    | Non qualifiée    | Non qualifiée    | Non qualifiée    |
| 1993                              | 3e/3 (en)          | 4                  | 0                  | 1                  | 3                  | 0                  | 17                 | Non qualifiée    | Non qualifiée    | Non qualifiée    | Non qualifiée    | Non qualifiée    | Non qualifiée    | Non qualifiée    |
| 1995                              | 3e/4               | 6                  | 2                  | 1                  | 3                  | 9                  | 23                 | Non qualifiée    | Non qualifiée    | Non qualifiée    | Non qualifiée    | Non qualifiée    | Non qualifiée    | Non qualifiée    |
| 1997                              | Classe B (en)      | Classe B (en)      | Classe B (en)      | Classe B (en)      | Classe B (en)      | Classe B (en)      | Classe B (en)      | Non qualifiée    | Non qualifiée    | Non qualifiée    | Non qualifiée    | Non qualifiée    | Non qualifiée    | Non qualifiée    |
| 2001                              | 4e/4 (en)          | 6                  | 1                  | 0                  | 5                  | 1                  | 11                 | Non qualifiée    | Non qualifiée    | Non qualifiée    | Non qualifiée    | Non qualifiée    | Non qualifiée    | Non qualifiée    |
| 2005                              | 4e/5 (en)          | 8                  | 1                  | 2                  | 5                  | 2                  | 13                 | Non qualifiée    | Non qualifiée    | Non qualifiée    | Non qualifiée    | Non qualifiée    | Non qualifiée    | Non qualifiée    |
| 2009                              | 3e/5 (en)          | 8                  | 3                  | 2                  | 3                  | 9                  | 16                 | Non qualifiée    | Non qualifiée    | Non qualifiée    | Non qualifiée    | Non qualifiée    | Non qualifiée    | Non qualifiée    |
| 2013                              | 4e/6               | 10                 | 5                  | 0                  | 5                  | 29                 | 24                 | Non qualifiée    | Non qualifiée    | Non qualifiée    | Non qualifiée    | Non qualifiée    | Non qualifiée    | Non qualifiée    |
| 2017                              | 1re/5              | 8                  | 8                  | 0                  | 0                  | 34                 | 3                  | 1er tour         | 3                | 1                | 1                | 1                | 3                | 3                |
| 2022                              | 2e/5               | 10                 | 6                  | 3                  | 1                  | 22                 | 8                  | 1er tour         | 3                | 0                | 1                | 2                | 4                | 8                |
| 2025                              | Qualifiée d'office | Qualifiée d'office | Qualifiée d'office | Qualifiée d'office | Qualifiée d'office | Qualifiée d'office | Qualifiée d'office | Quarts de finale | 4                | 1                | 1                | 2                | 4                | 5                |
| 2029                              | À venir            | À venir            | À venir            | À venir            | À venir            | À venir            | À venir            | À venir          | À venir          | À venir          | À venir          | À venir          | À venir          | À venir          |
| Total                             | —                  | 84                 | 30                 | 15                 | 39                 | 122                | 177                | 3/14             | 10               | 2                | 3                | 5                | 11               | 16               |

### Ligue des nations
| Édition   | Ligue | Phase de groupes | Phase de groupes | Phase de groupes | Phase de groupes | Phase de groupes | Phase de groupes | Phase de groupes | Phase finale | Phase finale  | Phase finale  | Phase finale  | Phase finale  | Phase finale  | Phase finale  | Phase finale  |
| Édition   | Ligue | Class.           | M                | V                | N                | D                | bp               | bc               | Pays hôte    | Résultat      | M             | V             | N             | D             | bp            | bc            |
| --------- | ----- | ---------------- | ---------------- | ---------------- | ---------------- | ---------------- | ---------------- | ---------------- | ------------ | ------------- | ------------- | ------------- | ------------- | ------------- | ------------- | ------------- |
| 2023-2024 | A     | 4e/4             | 6                | 1                | 0                | 5                | 2                | 17               | 2024         | Non qualifiée | Non qualifiée | Non qualifiée | Non qualifiée | Non qualifiée | Non qualifiée | Non qualifiée |
| 2025      | A     | 4e/4             | 6                | 0                | 2                | 4                | 4                | 12               | 2025         | Non qualifiée | Non qualifiée | Non qualifiée | Non qualifiée | Non qualifiée | Non qualifiée | Non qualifiée |
| Total     | Total | Total            | 12               | 1                | 2                | 9                | 6                | 29               | Total        | Total         | 0             | 0             | 0             | 0             | 0             | 0             |

### Parcours aux Jeux olympiques
| Édition | Résultat      | M             | V             | N             | D             | bp            | bc            |
| ------- | ------------- | ------------- | ------------- | ------------- | ------------- | ------------- | ------------- |
| 1996    | Non qualifiée | Non qualifiée | Non qualifiée | Non qualifiée | Non qualifiée | Non qualifiée | Non qualifiée |
| 2000    | Non qualifiée | Non qualifiée | Non qualifiée | Non qualifiée | Non qualifiée | Non qualifiée | Non qualifiée |
| 2004    | Non qualifiée | Non qualifiée | Non qualifiée | Non qualifiée | Non qualifiée | Non qualifiée | Non qualifiée |
| 2008    | Non qualifiée | Non qualifiée | Non qualifiée | Non qualifiée | Non qualifiée | Non qualifiée | Non qualifiée |
| 2012    | Non qualifiée | Non qualifiée | Non qualifiée | Non qualifiée | Non qualifiée | Non qualifiée | Non qualifiée |
| 2016    | Non qualifiée | Non qualifiée | Non qualifiée | Non qualifiée | Non qualifiée | Non qualifiée | Non qualifiée |
| 2020    | Non qualifiée | Non qualifiée | Non qualifiée | Non qualifiée | Non qualifiée | Non qualifiée | Non qualifiée |
| 2024    | Non qualifiée | Non qualifiée | Non qualifiée | Non qualifiée | Non qualifiée | Non qualifiée | Non qualifiée |
| 2028    | À venir       | À venir       | À venir       | À venir       | À venir       | À venir       | À venir       |
| 2032    | À venir       | À venir       | À venir       | À venir       | À venir       | À venir       | À venir       |
| Total   | 0/7           | 0             | 0             | 0             | 0             | 0             | 0             |

## Sélectionneurs
- 1972 :  Jacques Gaillard[2]
- 1972-1978 :  Libero Taddei[8]
- 1979-1986 :  Bruno Streit[9],[10]
- 1986-1988 :  Gerry Schmidli[11]
- 1989-1992 :  Hansruedi Wagner[11],[12]
- 1992-1997 :  Alex Gebhart[n 1],[15]
- 1997-2000 :  Simon Steiner[15],[16]
- 2000-2004 :  Jost Leuzinger[17],[18]
- 2005-2011 :  Béatrice von Siebenthal[18],[19]
- 2012-2018 :  Martina Voss-Tecklenburg[19]
- 2018-2022 :  Nils Nielsen
- 2022-2023 :  Inka Grings
- 2023-2024 :  Reto Gertschen (intérim)
- depuis 2024 :  Pia Sundhage

## Classement FIFA
| Année              | 2003 | 2004 | 2005 | 2006 | 2007 | 2008 | 2009 | 2010 | 2011 | 2012 | 2013 | 2014 | 2015 | 2016 | 2017 | 2018 | 2019 | 2020 | 2021 | 2022 | 2023 | 2024 |
| ------------------ | ---- | ---- | ---- | ---- | ---- | ---- | ---- | ---- | ---- | ---- | ---- | ---- | ---- | ---- | ---- | ---- | ---- | ---- | ---- | ---- | ---- | ---- |
| Classement mondial | 28   | 30   | 27   | 29   | 28   | 26   | 26   | 26   | 25   | 26   | 22   | 19   | 20   | 17   | 17   | 18   | 19   | 19   | 17   | 21   | 22   | 23   |
| Classement UEFA    | 17   | 18   | 15   | 17   | 17   | 16   | 16   | 16   | 15   | 16   | 13   | 10   | 11   | 10   | 9    | 10   | 12   | 13   | 14   | 13   | 14   | 14   |